# 東京カソード研究所
株式会社東京カソード研究所（とうきょうカソードけんきゅうじょ、英: TOKYO CATHODE LABORATORY CO., LTD.）は、かつて存在した電子部品、半導体・ディスプレイ用の検査装置、プローブカードなどを製造・販売していた日本の電気機器メーカー。

## 略歴
2009年3月期より、連結・単独決算とも4期連続で最終損益が赤字となり経営難に陥っていた。
2013年3月14日付で経営破綻し、民事再生法の適用を申請した。
東京カソード研究所が手掛けていたプローブカード事業は、同年9月1日にシンガポールに本社があるSVプローブの子会社であるSV TCL（後のニデックSVプローブ）へ譲渡された。
東京カソード研究所は、2025年1月29日に会社登記簿が閉鎖された（みなし解散）。

## 沿革
- 1950年（昭和25年）5月 - 東京カソード研究所を創業。
- 1953年（昭和28年）4月 - 有限会社東京カソード研究所を設立。
- 1963年（昭和38年）4月 - 株式会社東京カソード研究所へ改組。
- 1995年（平成7年）10月 - 株式を店頭公開（現在のジャスダック）。
- 2013年（平成25年）
  - 3月14日 - 民事再生法の適用を申請。
  - 7月31日 - プローブカード事業をSVプローブへ譲渡。
  - 11月27日 - 発行済全株式を無償取得し全償却する100%減資を実施。
- 2025年（令和7年）1月29日 - 登記簿閉鎖。

## 事業所
本社
- 東京都板橋区板橋一丁目10番14号

埼玉事業所
- 埼玉県比企郡滑川町

九州事業所
- 熊本県阿蘇郡西原村

関西営業所
- 大阪府大阪市中央区